# Plateau de Diesse
Plateau de Diesse (Aussprache: plato də djɛs) ist eine Einwohnergemeinde im Verwaltungskreis Berner Jura des Schweizer Kantons Bern. Sie ist eine der drei Gemeinden auf dem Tessenberg.

## Geschichte
Eine Besiedlung des Gemeindegebiets bereits in der Bronzezeit ist durch den Fund der Bronzehand von Prêles im Jahr 2017 belegt.
Die Gemeinde Plateau de Diesse entstand auf den 1. Januar 2014 durch die Fusion der vormals selbständigen Gemeinden Diesse, Lamboing und Prêles. Die Gemeinde Nods zog sich zu einem früheren Zeitpunkt aus dem Fusionsprojekt zurück.

## Bevölkerung
Mit 2153 Einwohnern (Stand 31. Dezember 2023) gehört Plateau de Diesse zu den grösseren Gemeinden des Berner Juras.

## Politik
Gemeindepräsidentin ist seit 2022 Catherine Favre Alves (Stand 2024).
Bei den Nationalratswahlen 2023 betrugen die Wähleranteile in Plateau de Diesse (in Klammern die Veränderung im Vergleich zu den Wahlen 2019 in Prozentpunkten): SVP 29,09 % (+6,20), SP 21,98 % (+1,50), Grüne 21,65 % (−4,84), FDP 6,68 % (+1,06), glp 6,38 % (−1,57), Mitte 5,08 % (+0,21), EVP 3,78 % (+1,15), EDU 1,95 % (−0,87), SD 1,06 % (+0,62).